# Tonka (azienda)
Tonka è una azienda statunitense produttrice di giocattoli, conosciuta principalmente per le sue linee di macchinine e modellini ispirate agli autocarri e agli escavatori.

## Storia
Il 19 settembre 1946 Lynn E. Baker, Avery F. Crounse e Alvin F. Tesch fondarono la Mound Metalcraft a Mound in Minnesota. Inizialmente i progetti dei tre creatori prevedevano di produrre materiale per giardinaggio, ma i primi prodotti dell'azienda furono degli attaccapanni metallici.
Quando però i precedenti proprietari dell'edificio dove sorgeva la Mound Metalcraft provarono, senza successo, a immettere sul mercato alcuni giocattoli metallici, i tre fondatori pensarono che quella dei giocattoli poteva essere un'ottima linea secondaria per la loro azienda, per cui iniziarono a produrre e distribuire giocattoli creando una nuova linea chiamata Tonka, dalla parola Sioux per "grande". In pochi anni la produzione di giocattoli divenne prioritaria e il 23 novembre 1955 la Mound Metalcraft venne rinominata come Tonka Toys Incorporated.
Nel 1982 la fabbrica venne trasferita da Mound a El Paso, in Texas.
Nel 1987 Tonka acquisì da General Mills la Kenner Parker Toys, Inc, ovvero la fusione effettuata nel 1985 dalla General Mills delle divisioni giochi della Kenner (produttrice di molte action figures, tra cui quelle di Guerre stellari e dei supereroi della DC comics) e della Parker Brothers (editore del Monopoly e di altri giochi da tavola).
Nel 1991 l'azienda, comprese le strutture e i trademark derivati dell'acquisizione di Kenner e Parker Brothers, è stata acquistata dalla Hasbro.
Tra gli anni '80 e l'inizio degli anni '90 è stata attiva anche in Italia, con una sua divisione e collaborando con l'azienda di modellismo Polistil.

## Prodotti
Oltre alle linee di escavatori e mezzi di trasporto Tonka ha prodotto molti altri tipi di giochi, tra cui bambole e altri prodotti per bambine, peluche, videogiochi (tra le altre cose acquisì i diritti per la console Sega Master System dopo che la SEGA rinunciò a competere con il Nintendo Entertainment System nel mercato statunitense, anche se questa operazione non ebbe grande successo), le miniature del film Willow e i pupazzi dei lottatori della WWE dei primi anni novanta.
Negli anni ottanta Tonka distribuì e produsse per il mercato occidentale anche molti giocattoli della Bandai, come i robot trasformabili Gobots e Rock Lords (la risposta della Bandai/Popy ai Diaclone trasformabili della Takara) o i mezzi e le action figures militari di Spiral Zone.
Tonka ha prodotto anche delle griglie per barbecue.